# Quintus Cornelius Priscus
Quintus Cornelius Priscus war ein römischer Militär zur Zeit des Tiberius. Er war Legat in der Provinz Galatien. Möglicherweise war er ein Vorfahr des späteren Suffektkonsuls Sextus Subrius Dexter Cornelius Priscus.